# Dolne Grądy
Dolne Grądy [pronunciación en polaco: /ˈdɔlnɛ ˈɡrɔndɨ/] Es un pueblo ubicado en el distrito administrativo de Gmina Pyzdry, dentro del Distrito de Września, Voivodato de Gran Polonia, en el oeste de Polonia central. Se encuentra aproximadamente a 6 kilómetros al sureste de Pyzdry, a 26 kilómetros al sur de Września, y a 63 kilómetros al sureste de la capital regional Poznań.

## Enlacex externos
- Esta obra contiene una traducción  derivada de «Dolne Grądy» de Wikipedia en inglés, concretamente de esta versión, publicada por sus editores bajo la Licencia de documentación libre de GNU y la Licencia Creative Commons Atribución-CompartirIgual 4.0 Internacional.

- Datos: Q5289399